# Rui Oliveira
Rui Filipe Alves Oliveira (Vila Nova de Gaia, 5 de septiembre de 1996) es un deportista portugués que compite en ciclismo en las modalidades de pista y ruta. Su hermano Ivo también compite en ciclismo.
Participó en los Juegos Olímpicos de París 2024, obteniendo una medalla de oro en la prueba de madison (junto con Iúri Leitão). Ganó ocho medallas en el Campeonato Europeo de Ciclismo en Pista entre los años 2017 y 2025.

## Medallero internacional
| Juegos Olímpicos   | Juegos Olímpicos         | Juegos Olímpicos  | Juegos Olímpicos |
| Año                | Lugar                    | Medalla           | Competición      |
| ------------------ | ------------------------ | ----------------- | ---------------- |
| 2024               | París (Francia)          | Medalla de oro    | Madison          |
| Campeonato Europeo |                          |                   |                  |
| Año                | Lugar                    | Medalla           | Competición      |
| 2017               | Berlín (Alemania)        | Medalla de bronce | Eliminación      |
| 2018               | Glasgow (Reino Unido)    | Medalla de plata  | Eliminación      |
| 2020               | Plovdiv (Bulgaria)       | Medalla de plata  | Madison          |
| 2021               | Grenchen (Suiza)         | Medalla de oro    | Scratch          |
| 2021               | Grenchen (Suiza)         | Medalla de bronce | Madison          |
| 2023               | Grenchen (Suiza)         | Medalla de plata  | Eliminación      |
| 2025               | Heusden-Zolder (Bélgica) | Medalla de plata  | Eliminación      |
| 2025               | Heusden-Zolder (Bélgica) | Medalla de bronce | Madison          |

## Palmarés
2021
- 2.º en el Campeonato de Portugal en Ruta

2023
- 2.º en el Campeonato de Portugal en Ruta

2024
- 2.º en el Campeonato de Portugal en Ruta

## Resultados en Grandes Vueltas y Campeonatos del Mundo
| Carrera         | Carrera         | 2017 | 2018 | 2019 | 2020  | 2021 | 2022  | 2023  | 2024  |
| --------------- | --------------- | ---- | ---- | ---- | ----- | ---- | ----- | ----- | ----- |
|                 | Giro de Italia  | —    | —    | —    | —     | —    | 141.º | —     | 121.º |
|                 | Tour de Francia | —    | —    | —    | —     | —    | —     | —     | —     |
|                 | Vuelta a España | —    | —    | —    | 119.º | 74.º | —     | 148.º | —     |
| Mundial en Ruta | Mundial en Ruta | —    | —    | Ab.  | —     | 39.º | Ab.   | —     | Ab.   |

| —: No participó | Ab: Abandono |